# Honoré Fragonard
Honoré Fragonard (Nacimiento 13 de junio de 1732 - Defunción 5 de abril de 1799) fue un anatomista Francés, ahora recordado principalmente por su notable colección de ecorchés (figuras desolladas) en el Musée Fragonard d'Alfort.

## Biografía
Fragonard nació en Grasse como el primo de pintor Jean-Honoré Fragonard. Después de estudiar la cirugía, en 1759 obtuvo su licencia y en 1762 fue reclutado por Claude Bourgelat, fundador de la primera escuela veterinaria del mundo en Lyon.
Ahí Fragonard comenzó a realizar sus primeras exhibiciones anatómicas. En 1765 Louis XV inició una escuela de veterinaria en París, con un primer emplazamiento en la rue Sainte Appoline para en 1766 trasladarse a los suburbios de Alfort (hoy École nationale vétérinaire d'Alfort en Maisons-Alfort). 
Aquí Fragonard sirvió como primer profesor de la escuela de la anatomía durante seis años, preparando miles de piezas anatómicas, pero fue expulsado en 1771 considerado como un loco. Posteriormente siguió preparando disecciones en su casa, ganando ingresos vendiendo sus obras a la aristocracia.

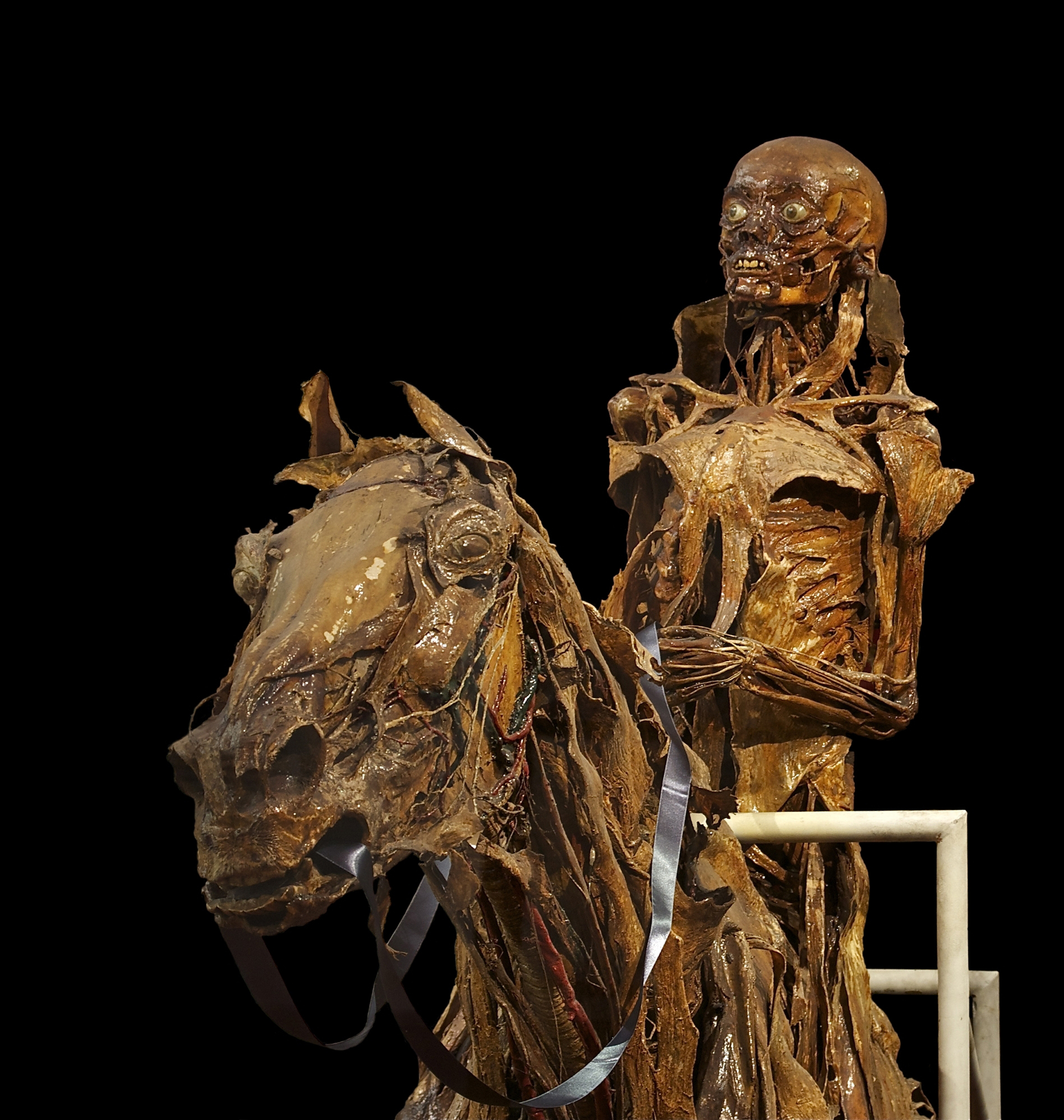
El ecorché de un caballo y su jinete fue realizado entre 1766 y 1771 por Honoré Fragonard.

Fragonard fue cuidadoso en sus disecciones y conserva los resultados a través de medios no divulgados, pero que puede haberse basado en los de Jean-Joseph Sue. Sus piezas se preparan a menudo por efecto teatral en lugar de exposición científica, como se puede ver en las piezas supervivientes en el Musée Fragonard d'Alfort. 
En 1793, junto con su primo, se convirtió en miembro del "Jury national des arts" (Jurado nacional de las artes), y al año siguiente en la Commission temporaire des arts. En esta posición, Fragonard recogió su trabajo en Alfort para una prevista Office National d'Anatomie (Oficina Nacional de Anatomía); pero nunca se materializó y la mayor parte de su obra se dispersó. 
Abatido por esta contrariedad, posteriormente fue nombrado director de anatomía en la recientemente creada "École de Santé de Paris", pero murió en el asilo psiquiátrico de Charenton el 5 de abril de 1799.

## Honoré Fragonard en la ficción
- Honoré Fragonard aparece en un breve pero importante papel en la novela de misterio histórico de Susanne Alleyn The Cavalier of the Apocalypse (2009).
- Fragonard es el personaje central de la novela francesa Le Cousin de Fragonard (2006) obra de Patrick Roegiers.
- Fragonard y una de sus obras se menciona en la novela Austerlitz (2001) obra de W.G. Sebald.